# 红沿河镇
红沿河镇，是中华人民共和国辽宁省大連市瓦房店市下辖的一个乡镇级行政单位。

## 行政区划
红沿河镇下辖以下地区：
沟口村、梁西村、红沿河村、前大地村、大营村、大嘴村和韩庙村。